# Tinker Air Force Base
La Tinker Air Force Base è una delle principali basi aeree militari statunitensi. Situata nello stato dell'Oklahoma nell'area orientale di Oklahoma City a sud del quartiere di Midwest City, la base ospita l'Air Force Materiel Command e l'Oklahoma City Air Logistics Center (OC-ALC).  Presso la Tinker Air Force Base avviene la manutenzione di una serie di velivoli militari tra i quali spiccano i Boeing B-52 Stratofortress. La base, che da occupazione ad oltre 26 000 persone, è uno dei principali datori di lavoro nello stato dell'Oklahoma. Prende il nome dal maggiore generale Clarence L. Tinker, il primo ufficiale con questo grado ad essere nato negli Stati Uniti. La base ospita anche il 72d Air Base Wing (72 ABW).